# ديفيد هاسيلهوف
ديفيد هاسيلهوف (بالإنجليزية: David Michael Hasselhoff)‏ من مواليد 17 يوليو 1952 ، ممثل أمريكي شارك في المسلسل الشهير السائق نايت .

## الأعمال
- أمريكا غوت تالنت
- السائق نايت (مسلسل)
- اناكوندا 3 : مقام
- فيلم سبونج بوب سكوير بانتس
- الرجل الجديد (فيلم)

## وصلات خارجية
- Official website
- ديفيد هاسيلهوف على موقع IMDb (الإنجليزية)
- ديفيد هاسيلهوف على موقع روتن توميتوز (الإنجليزية)
- ديفيد هاسيلهوف على موقع مونزينجر (الألمانية)
- ديفيد هاسيلهوف على موقع قاعدة بيانات الأفلام العربية
- ديفيد هاسيلهوف على موقع ألو سيني (الفرنسية)
- ديفيد هاسيلهوف على موقع ميوزك برينز (الإنجليزية)
- ديفيد هاسيلهوف على موقع تيرنر كلاسيك موفيز (الإنجليزية)
- ديفيد هاسيلهوف على موقع أول موفي (الإنجليزية)
- ديفيد هاسيلهوف على موقع قاعدة بيانات برودواي على الإنترنت (الإنجليزية)
- ديفيد هاسيلهوف على موقع قاعدة بيانات الأفلام السويدية (السويدية)
- David Hasselhof ديسكغرفي في ميوزك برينز
- Q&A, الغارديان, April 11, 2009.